# Seleção Russa de Basquetebol Feminino
A Seleção Russa de Basquetebol Feminino é a equipe oficial de basquetebol feminino da Rússia.
Uma das melhores seleções do mundo, desde que se tornou independente da União Soviética. Tem como maiores conquistas três títulos do Campeonato Europeu, além de três vice campeonatos e duas medalhas de bronze. Em Jogos Olímpicos tem duas medalhas de bronze conquistadas em 2004 e 2008.
No Campeonato Mundial foi vice campeã três vezes: 1998, 2002 e 2006

## Medalhas
- Jogos Olímpicos
  -  Bronze (2): 2004 e 2008

- Campeonato Mundial
  -  Prata (3): 1998, 2002 e 2006

- EuroBasket Feminino
  -  Ouro (3): 2003, 2007 e 2011
  -  Prata (3): 2001, 2005 e 2009
  -  Bronze (2): 1995 e 1999

## Plantel atual
| Posição | Nr. | Jogadora            | Clube |
| ------- | --- | ------------------- | ----- |
| Guard   |     | Becky Hammon        |       |
| Guard   |     | Oxana Rakhmatulina  |       |
| Guard   |     | Marina Karpunina    |       |
| Guard   |     | Ilona Korstin       |       |
| Forward |     | Marina Kuzina       |       |
| Forward |     | Maria Stepanova     |       |
| Forward |     | Ekaterina Lisina    |       |
| Forward |     | Irina Osipova       |       |
| Forward |     | Tatiana Shchegoleva |       |
| Forward |     | Irina Sokolovskaya  |       |
| Center  |     | Svetlana Abrosimova |       |
| Center  |     | Natalia Vodopyanova |       |

## Treinadores da Seleção Russa
- Yevgeny Gomelsky (1992-2001)
- Anatoly Myshkin (1993, 1997)
- Igor Grudin (1994-1995)
- Vadim Kapranov (1996) ·
- Yevgeny Gomelsky (1998-2000)
- Vadim Kapranov (2001-2004)
- Igor Grudin (2005-2008)
- Valery Tikhonenko (2009) ·
- Boris Sokolovsky (2010-2012)
- Alfredas Vainauskas (2012-2013)
- Anatoly Myshkin (2013-2015)
- Alexander Vasin (2015-2017)
- Olaf Lange (2017-2019)
- Alexander Kovalev (2019-presente))

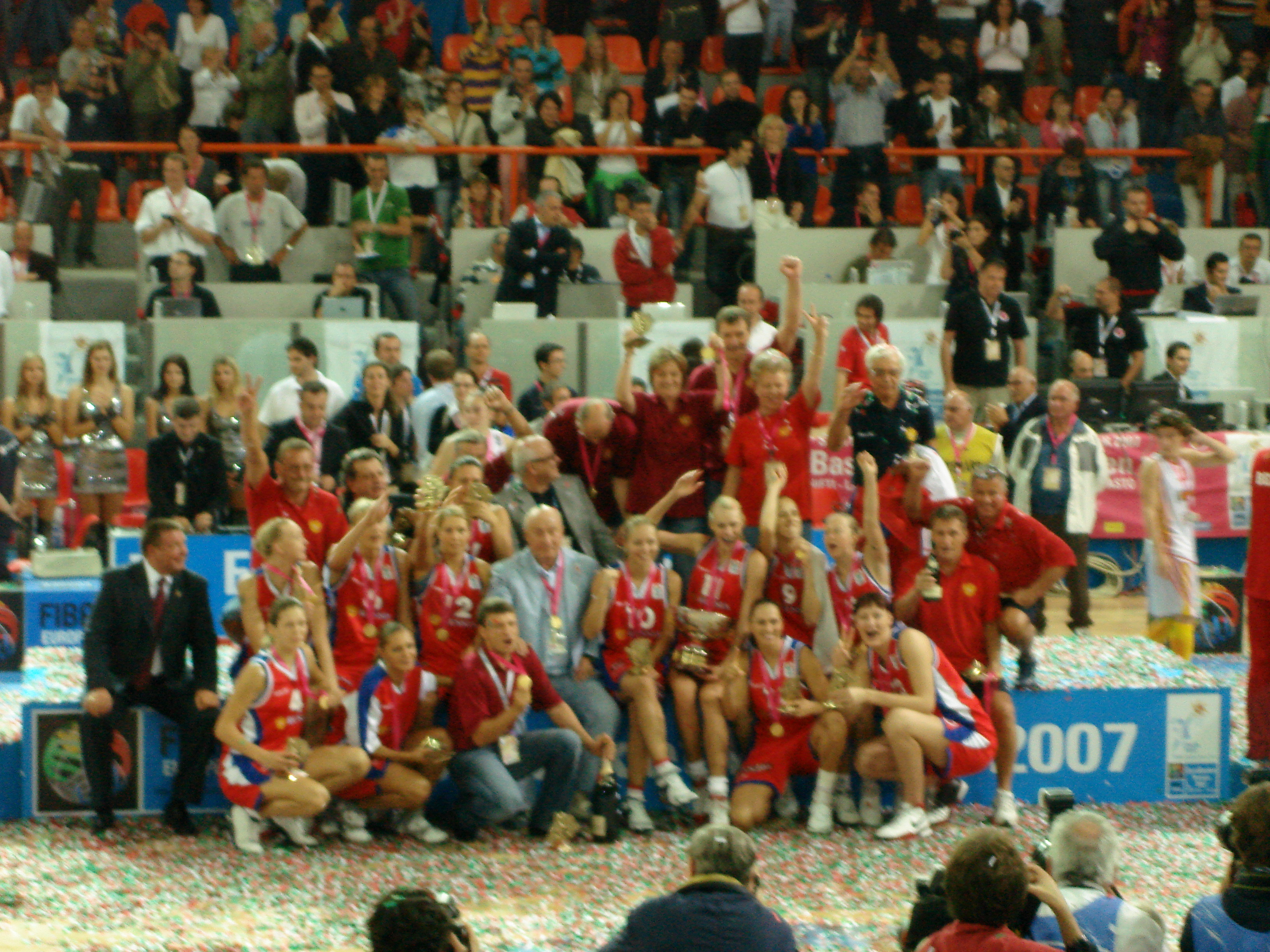
Rússia campeã européia 2007

Fonte: Wikipedia Russa.